# Киевский поход Ростиславичей
Киевский поход Ростиславичей — военная экспедиция внуков Ростислава смоленского по захвату Киева у черниговских Ольговичей с участием новгородских войск.

## История
После похода Всеволода Большое Гнездо с новгородцами против сторонников Ольговичей в Рязанском княжестве (1207) Рюрик смог вернуть Киев, также Игоревичи утратили контроль над Волынью (1208). Рюрик не остановился на достигнутом, и в Новгороде появился смоленский представитель, Мстислав Удатный (1209), что резко ударило по интересам Всеволода Большое Гнездо.
В 1210 году умер Рюрик Ростиславич, и Всеволод Большое Гнездо санкционировал вокняжение к Киеве Всеволода Чермного, заключив с ним союз. Вероятно, тогда же смоленские Ростиславичи были вытеснены и из киевских «пригородов», которые заняли Ольговичи. Владимирский княжич Юрий женился на черниговской княжне Агафье (1211). Но в том же году волынские князья вместе с венграми и поляками изгнали Ольговичей из Галича, причём двое Ольговичей были повешены. В 1212 году умер Всеволод Большое Гнездо умер, и Ростиславичи приняли решение атаковать Ольговичей и вернуть свои владения на юге.
Внуци Ростиславли послали за помощью к новгородцам и Мстиславу, и в июне 1212 года войско двинулось на Киев. В Смоленске произошёл инцидент между смоленскими и новгородскими воинами, в ходе которого погиб один смолянин. Тем не менее это не помешало дальнейшим совместным действиям. Сначала союзники разорили несколько черниговских городов на Днепре (по названию известна только Речица), осадили Вышгород, где взяли в плен Ростислава Ярославича (внука Всеволода Ольговича) и его брата Ярополка, названного летописью Ольговым внуком.
Узнав о сдаче Вышгорода, Всеволод Чермный сам ушёл из Киева в Чернигов, и Ростиславичи въехали в Киев и посадили на княжение Ингваря Ярославича луцкого, однажды уже княжившего в Киеве (1201—1203). Сведения о княжении Ингваря перед Мстиславом Романовичем, перешедшим затем из Смоленска в Киев, сохранились в Воскресенской летописи.
Сразу вслед за этим союзники осадили Чернигов, стояли под ним 3 недели и заключили мир (уже с братом умершего Всеволода Глебом).
В 1216 году Ростиславичи удачно вмешались в борьбу между сыновьями Всеволода Большое Гнездо, также в союзе с новгородцами разгромив младших Всеволодовичей на Липице, а в 1215/19—1221 несколькими военными походами утвердили на галицком княжении Мстислава Удатного, причём Ольговичи выступали в качестве их союзников. Однако, уже в 1221 году Новгород пришлось уступить владимирскому представителю. В 1223 году Мстислав Старый и Мстислав Удатный стали организаторами киевского съезда князей перед совместным походом против монголов, закончившимся поражением на Калке. Галич удавалось удерживать вплоть до 1227 года, Киев — до 1235.